# جون غراب
جون غراب هو سياسي أمريكي، ولد في 15 أغسطس 1652، وتوفي في 1 مارس 1708.